# Hajnalos megállóhely
Hajnalos megállóhely egy Szabolcs-Szatmár-Bereg vármegyei vasútállomás Tiszalök településen, a MÁV üzemeltetésében. A város központjától mintegy 3 kilométerre keletre helyezkedik el, a névadó külterületi településrész déli széle közelében; közúti elérését csak önkormányzati utak biztosítják.

## Vasútvonalak
A megállóhelyet az alábbi vasútvonalak érintik:
- Ohat-Pusztakócs–Görögszállás-vasútvonal

## Kapcsolódó állomások
A megállóhelyhez az alábbi állomások vannak a legközelebb:
- Tiszalök vasútállomás (Ohat-Pusztakócs–Görögszállás-vasútvonal)
- Kisfástanya megállóhely (Ohat-Pusztakócs–Görögszállás-vasútvonal)

## Forgalom
| Járat        | Útvonal                                                                                             | Gyakoriság   |
| ------------ | --------------------------------------------------------------------------------------------------- | ------------ |
| személyvonat | Tiszalök – Hajnalos – Kisfástanya – Tiszaeszlár – Bashalom – Görögszállás – Nyírtelek – Nyíregyháza | Napi 1 pár   |
| személyvonat | Tiszalök – Hajnalos – Kisfástanya – Tiszaeszlár – Bashalom – Görögszállás                           | 2-4 óránként |